# Südrhön
Südrhön wird das Gebiet genannt, das sich südlich an die eigentliche Rhön anschließt. Orographisch kann es als südliche Fortsetzung der Rhön, geologisch jedoch eher als östliche Fortsetzung des eigentlichen Spessarts (des Sandsteinspessarts) betrachtet werden. Naturräumlich wird es mit Odenwald und Spessart zusammengefasst.

## Lage und Abgrenzung
Die Südrhön erstreckt sich südlich der Basaltkegel der Hohen und der Kuppenrhön bis an den Main bei Gemünden. Vom Spessart im Westen trennt sie im Norden das Tal der Schmalen Sinn ab Sterbfritz, anschließend das Tal der Sinn. Im Osten ist die Grenze zu den Werra-Gäuplatten unscharf definiert, lässt sich grob aber am Tal der Els bis Wechterswinkel festmachen. Erst in südlicher, dann in östlicher Richtung zur Streu-Mündung in die Fränkische Saale wird die Grenze zum Grabfeld gezogen. Anschließend Grenzen bis zum Main die Wern-Lauer-Platten an. Im Norden erst östlich der Saale und der Lauer, nach Münnerstadt in nichtlinearer Grenzziehung auf die Saale bei Bad Kissingen. Anschließend stets das Tal der Fränkischen Saale mit einschließend verläuft die Grenzziehung bis nach Weickersgrüben. Dort wird die Grenze nach Süden zur Wern gezogen, die dann die Grenze bis zum Main ist.

## Naturräumliche Gliederung
Die Haupteinheitengruppe gliedert sich wie folgt:
- 140.0 Gemünden-Zeitlofser Wald
- 140.1 Hammelburger Südrhön
  - 140.10 Schondra-Thulba-Südrhön
    - 140.100 Waizenbacher-Südrhön
    - 140.101 Adelsberger Wald

  - 140.11 Erthaler Kalkberge
  - 140.12 Hammelburger Saaletal
- 140.2 Östliche Südrhön
  - 140.20 Schönauer Hochfläche
  - 140.21 Nüdlinger Stufenvorland
  - 140.22 Hausen-Ebersbacher Saaletal
  - 140.23 Neustädter Becken

## Geologie
Die Südrhön ist geprägt durch schwach zertalte Hochflächen auf Mittlerem und Oberem Buntsandstein, im Süden auch durch stärker reliefiertes Terrain auf Unterem Muschelkalk. Von ca. 400 bis 500, teilweise auch mehr Höhenmetern im Norden sinkt die durchschnittliche Höhe auf 160 bis 250 Meter im Süden an Main und Fränkischer Saale. Die Saale selbst durchfließt mehrfach Talweitungen bei Bad Neustadt, Bad Bocklet und Hammelburg und Engstellen mit Prall- und Gleithängen.

## Klima und Vegetation
Das Klima ist an der Grenze zur Hohen Rhön feucht-kühl, wird zum Neustädter Becken und Mittleren Maintal hin mild-kontinental. Das Gebiet gilt als stark bewaldet.

Blick von der Platzer Kuppe über den Naturraum Südrhön